# Wniebowzięcie Marii (obraz Sebastiana Ricciego)
Wniebowzięcie Marii – obraz włoskiego malarza Sebastiana Ricciego.
Dzieła Ricciego pełne są wpływów różnych nurtów i stylów malarskich. Jego twórcze życie kształtowało się w całej Europie. W młodości był uczniem Sebastiana Mazzoniego i mediolańczyka Federica Cervellego. W 1678 roku kształcił się w Bolonii, następnie w Lombardii, Rzymie i we Florencji. Okres kształtowania malarskiego przypadł na czas podróży po Europie, podczas których realizował zamówienia. Odwiedzał prowincje Vento, Wiedeń, Holandię, Paryż i Londyn. W 1771 osiadł na stałe w Wenecji, gdzie związał się z grupą artystów weneckich. Grupa hołdowała tradycji renesansowych malarzy weneckich, a wzorem dla Ricciego stał się Paolo Veronese.
Obraz Wniebowzięcie Marii powstał pod koniec życia artystycznego. Jest wcześniejszą wersją znanego obrazu ołtarzowego z kościoła św. Karola Boromeusza w Wiedniu. Wcześniejsze płótna o tej samej tematyce znajdują się obecnie w Melniku i w Aschaffenburgu. Wersja z Budapesztu do końca życia znajdowała się w pokoju malarza. Kompozycja obrazu jest charakterystyczna dla obrazów ołtarzowych; widoczny jest ruch spiralny. Obraz jest pełen barw z widocznymi szybkimi pociągnięciami pędzla, jeszcze szybszymi w górnych partiach płótna.
XIX-wieczna kopia obrazu znajduje się w Muzeum w Nysie.